# Beni Bahdel
Beni Bahdel (em árabe: بنى بحدل) é uma cidade e comuna localizada na província de Tremecém, no noroeste da Argélia. Sua população era de 2 801 habitantes, em 2008.